# Forteresse de Saladin
Pour les articles homonymes, voir El-Din.
Le Château de Saône (de l'arabe : قلعة صهيون / qalʾa ṣahyūn, altéré en Saône, Sahone ou Sehunna), ou forteresse de Saladin (en arabe : Qal`at Salah al-Din al-'Ayyûbî,  قلعة صلاح الدين الأيوبي / qalʾa ṣalāḥ al-dīn al-ʾayyūbī, « forteresse de Saladin l'Ayyoubide »), est une forteresse de Syrie en usage depuis l'Antiquité, dont les bâtiments sont d’origine principalement médiévale. 
Depuis 2006, elle est inscrite conjointement avec le Krak des Chevaliers sur la liste du patrimoine mondial.

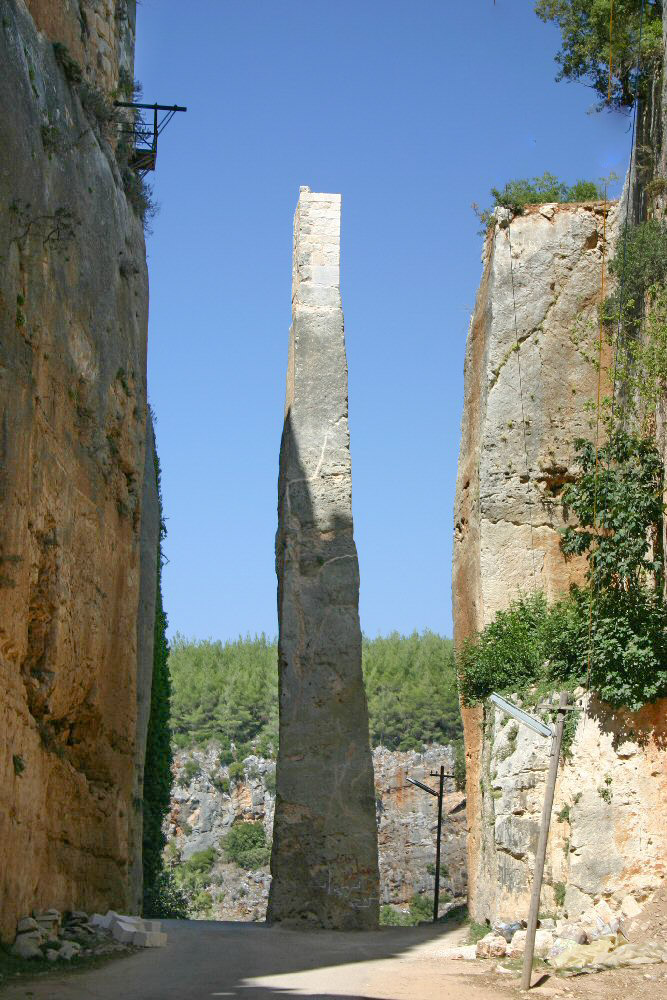
Fossé et aiguille rocheuse soutenant la pile du pont-levis

## Histoire
La citadelle est très ancienne : la première construction remonte peut-être au début du Ier millénaire av. J.-C., avec les Phéniciens, qui auraient dû la céder à Alexandre vers 334 av. J.-C. La place est prise vers 947-949 par l’émir hamdanide d’Alep Ali Sayf al-Dawla. L’empereur byzantin Jean Ier Tzimiskès la prend en 974. Les Byzantins la conservent jusqu’à la fin du XIe siècle, sauf pendant une période où elle est occupée par les Seldjoukides. C’est à cette époque que prend forme la structure de la forteresse. L‘ensemble est clôturé par une double enceinte du côté est, où le fossé qui barre l’accès n’est pas encore creusé.
Les croisés en prennent possession au début du XIIe siècle. En 1119, elle est la propriété de la famille Puylaurens, donnée par Roger de Salerne, régent de la principauté d'Antioche. Pendant cette période, les aménagements byzantins sont améliorés. Les croisés entreprennent le creusement du grand fossé (28 m de profondeur, 20 m de large et 156 m de long) et aménagent la pile qui supporte la passerelle. C’est aussi pendant cette période qu’est construite la tour carrée de 24 m de côté qui domine le front est.
En 1188, elle est conquise par Saladin qui la confie à Nasir al-Din Mankawars. Elle tombe ensuite aux mains des Mongols, jusqu’à sa prise par le mamelouk Baybars en 1272. En 1280, le gouverneur de la forteresse est Sunqur al-Achqar, émir mamelouk rebelle qui tente de conquérir son indépendance. En 1281, il parvient à un accord avec le sultan Qala'ûn et participe à son côté à la deuxième bataille de Homs contre les Mongols. Sunqur al-Achqar est cependant délogé de la forteresse par Qala'ûn en 1287, après un siège d’un mois. Elle devient ensuite une résidence de gouverneurs d’un district de la province de Tripoli.

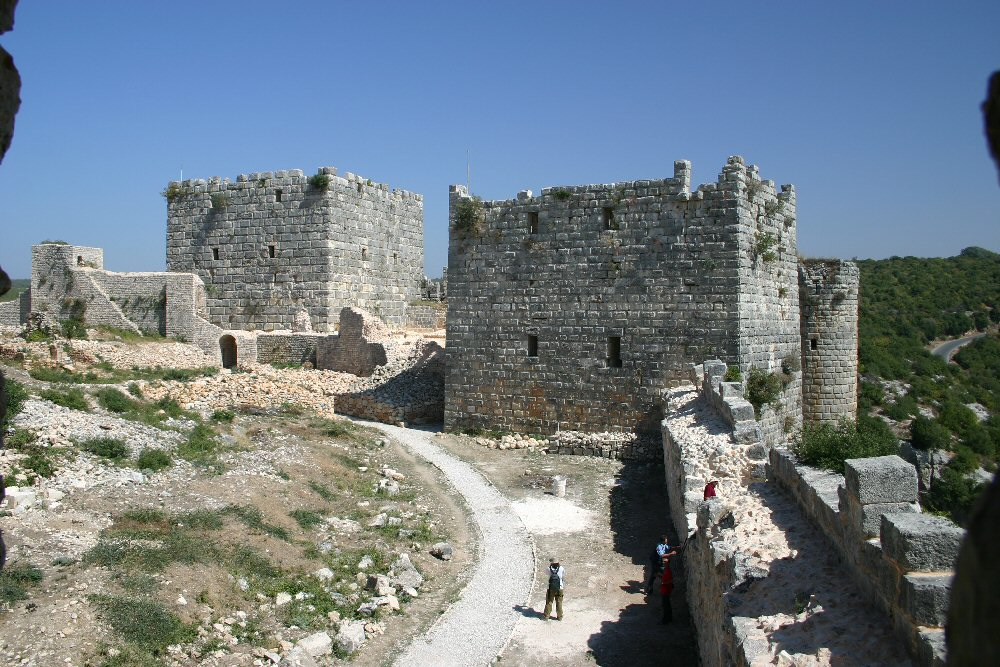
Bastion sud et donjon
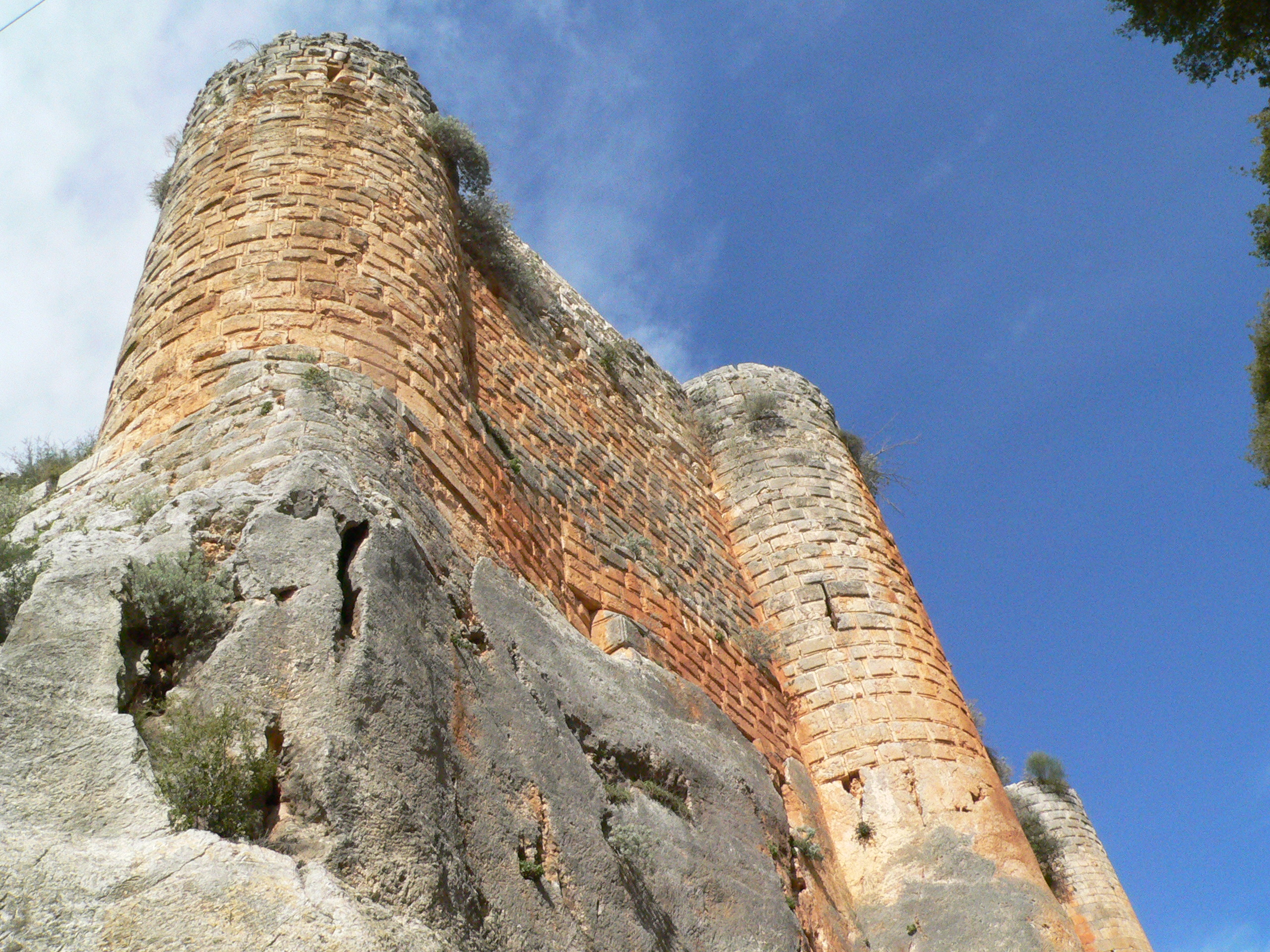
Bastion sud

## Description
Le château de Saône a été construit sur une crête d'environ 700 mètres de long, entre deux gorges profondes. Il surveillait la route entre Lattaquié et la ville d'Antioche. L'éperon sur lequel se trouve le château est relié à un plateau à l'est. Les Byzantins ont défendu le site en construisant un mur du côté est : les murs bardés de tours déterminaient un enclos irrégulier. Adossée à la fortification, à l'extrémité est de la crête, se trouvaient des habitations. 
L'un des traits les plus caractéristiques de la forteresse est l'immense fossé de 28 m de profondeur, creusé dans le bloc rocheux, du cõté est. La création de ce fossé est attribuée aux Byzantins. Ce fossé, qui atteint 156 mètres de long du côté est, a une largeur de 14 à 20 mètres. Son aiguille solitaire de 28 m de hauteur servait de support au pont-levis.
L'entrée du château se fait par le côté sud. À droite de l'entrée se trouve une tour, qui est un bastion construit par les Croisés, suivi d'un autre quelques mètres plus loin. Une citerne et des écuries sont établies à côté d'un donjon très massif qui surplombe le fossé. Ce donjon, dont les murs ont 5 m d'épaisseur, couvre une surface de près de 24 m². Plus au nord se trouve la porte qui donnait sur le pont-levis. On distingue clairement la citadelle byzantine, située au centre de la forteresse, avec une autre grande citerne, le réfectoire des croisés et leur église, adjacente à l’une des deux chapelles byzantines. Les ajouts arabes comprennent une mosquée, qui remonte au règne de Qala'ûn, et un palais, agrémenté de bains, avec des cours et des iwans. Ces éléments ont été restaurés.

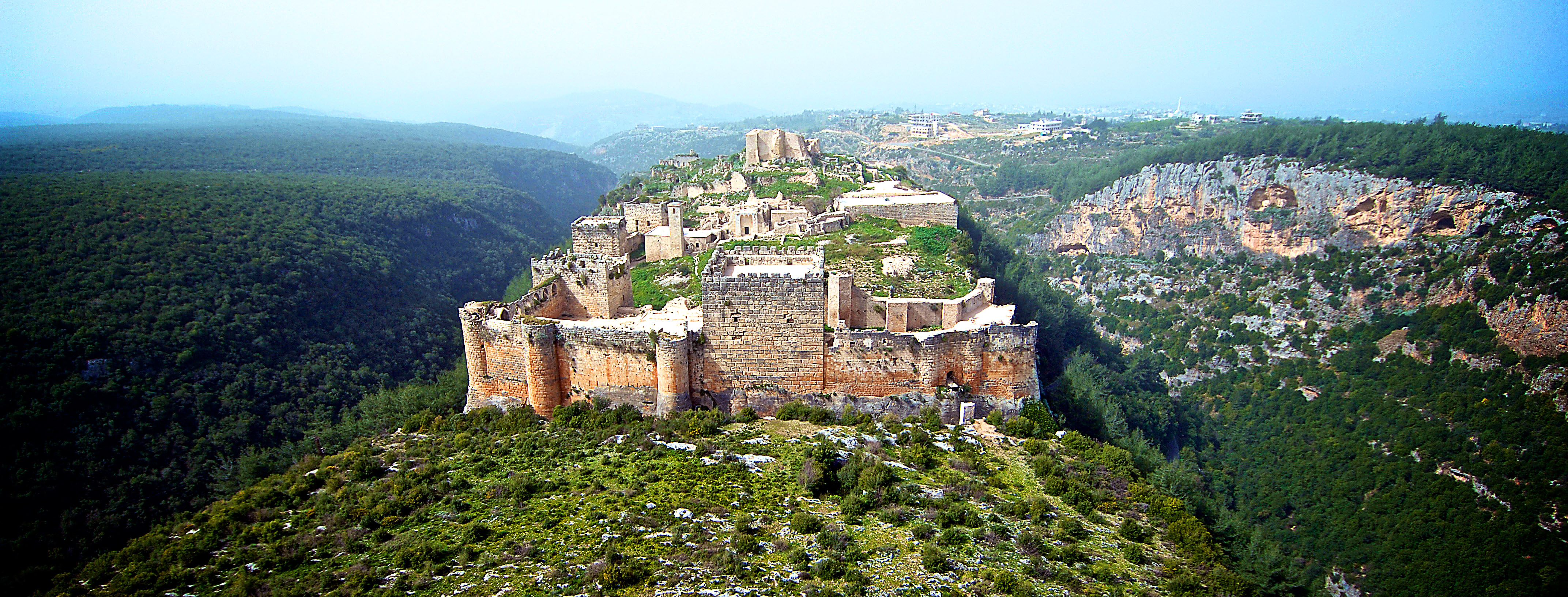
Vue panoramique du château.